# Diocesi di Zigri
La diocesi di Zigri (in latino Dioecesis Zygritana) è una sede soppressa del patriarcato di Alessandria e una sede titolare della Chiesa cattolica.

## Storia
Zigri, forse identificabile con Zaviet-El-Chammas nell'odierno Egitto, è un'antica sede episcopale della provincia romana della Libia Inferiore (Marmarica), suffraganea dell'arcidiocesi di Darni e sottomessa al patriarcato di Alessandria.
Sono tre i vescovi attribuiti a questa antica diocesi. Marco, ritornano dall'esilio, prese parte al concilio convocato nel 362 da Atanasio ad Alessandria per porre fine alle dispute cristologiche sorte dopo il concilio di Nicea. Lucio partecipò al concilio di Efeso del 449.
Un papiro, in cattive condizioni di conservazione, contiene parte della lettera festale che Cirillo di Alessandria indirizzò a tutti i vescovi del patriarcato per annunciare la data della Pasqua del 413. La lettera è accompagnata dall'elenco dei vescovi deceduti quell'anno e di coloro che ne presero il posto; anche a Zigri ci fu un avvicendamento, ma le condizioni in cui si trova il papiro permettono di conoscere solo il nome del nuovo vescovo, Marcello o Marcellino, ma non quello del predecessore defunto.
Dal 1933 Zigri è annoverata tra le sedi vescovili titolari della Chiesa cattolica; dal 15 novembre 2019 il vescovo titolare è Stepan Sus, vescovo di curia dell'arcivescovato maggiore di Kiev-Halyč.

## Cronotassi

### Vescovi
- Marco † (menzionato nel 362)
- Anonimo † (? - 413 deceduto)
- Marcello o Marcellino † (413 - ?)
- Lucio † (menzionato nel 449)

### Vescovi titolari
- Ivan Prasko † (10 maggio 1958 - 24 giugno 1982 nominato eparca dei Santi Pietro e Paolo di Melbourne)
- Michel Hrynchyshyn, C.SS.R. † (27 novembre 1982 - 12 novembre 2012 deceduto)
- Stepan Sus, dal 15 novembre 2019